# Municipio de Hampton (Nueva Jersey)
El municipio de Hampton (en inglés: Hampton Township) es un municipio ubicado en el condado de Sussex en el estado estadounidense de Nueva Jersey. En el año 2008 tenía una población de 5,099 habitantes y una densidad poblacional de 77 personas por km².

## Geografía
El municipio de Hampton se encuentra ubicado en las coordenadas 41°6′33″N 74°48′5″O / 41.10917, -74.80139.

## Demografía
Según la Oficina del Censo en 2000 los ingresos medios por hogar en el municipio eran de $60,698 y los ingresos medios por familia eran $67,386. Los hombres tenían unos ingresos medios de $48,882 frente a los $36,500 para las mujeres. La renta per cápita para la localidad era de $25,353. Alrededor del 1.2% de la población estaba por debajo del umbral de pobreza.